# Znanost u 1820.
◄◄ | ◄ | 1817. | 1818. | 1819. | 1820.  | 1821. | 1822. | 1823. | ► | ►►
Arhitektura • Astronomija • Biologija • Glazba • Kazalište • Kemija • Kiparstvo • Knjige • Književnost • Kršćanstvo • Meteorologija • Medicina • Politika • Pravo • Promet • Slikarstvo • Šport • Znanost
Znanost u 1820.

## Svijet

### Otkrića
- John Frederic Daniell izumio vlagomjer.

## Vanjske poveznice
|  | Zajednički poslužitelj ima još gradiva o temi Znanost u 1820. |